# Universidad de Nuevo México
La Universidad de Nuevo México (en inglés: University of New Mexico; también conocida como UNM) es una universidad pública localizada en Albuquerque, Nuevo México, Estados Unidos. Es una institución de investigación destacada de Nuevo México con el mayor número de alumnos del estado en 2012, lo que la convierte en una de las mayores empresas del estado.
Fundada en 1889, UNM ofrece titulaciones de licenciatura ('bachelor'), máster, doctorado y programas de formación profesional en una amplia variedad de campos. Su campus de Albuquerque actualmente tiene más de 20 hectáreas y cuenta con campus en Gallup, Los Álamos, Río Rancho, Taos, y Los Lunas.
UNM está considerada como una universidad de investigación RU/VH (muy alta actividad de investigación) en la "Carnegie Classification of Institutions of Higher Education", con tres premios Nobel asociados.

## Historia

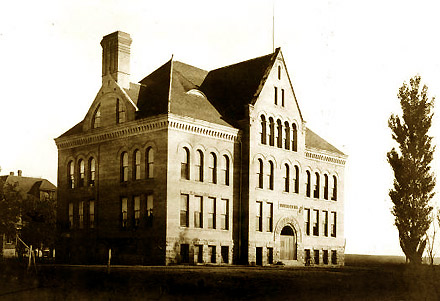
Hodgin Hall, el primer edificio en el campus. La fachada fue renovada en 1908 en estilo neopueblo. Hoy en día es utilizado por la Asociación de alumnos.

La Universidad de Nuevo México fue fundada el 28 de febrero de 1889 por la Asamblea Legislativa del Territorio de Nuevo México; Bernard Shandon Rodey, un juez del territorio de Nuevo México, fue uno de los autores del estatuto que creó la UNM, ganándose el título de "Padre de la Universidad." Dos años después Elias S. Stover se convirtió en el primer presidente de la Universidad y el año siguiente se inauguró el primer edificio de la universidad: Salón Hodgin.
El tercer presidente de UNM, William G. Tight, introdujo numerosos programas para estudiantes incluyendo la primera hermandad varonil y femenil. 
David Ross Boyd, el quinto presidente de la universidad, amplió el campus de 1.2 km² y consiguió una subvención federal para la universidad de 810 km² 
Durante Segunda Guerra Mundial, la universidad de Nuevo México era una de 131 universidades y universidades que participaron en el programa de entrenamiento de la Armada V-12.
Thomas L. Popejoy, el noveno presidente universitario fue nombrado en 1948 y dirigió la universidad durante veinte años, en un periodo de crecimiento importante para la universidad. 
Durante los años 1970 se produjo una serie de protestas universitarias. El 5 de mayo de 1970, una protesta sobre la guerra de Vietnam y la masacre de la Universidad Estatal de Kent ocupó el Edificio de la Unión Estudiantil. La Guardia Nacional recibió órdenes de desalojar el edificio y durante esa acción once estudiantes fueron heridos de bayoneta. El 10 de mayo de 1972, una protesta pacífica acabó con treinta y cinco personas detenidas, lo que provocó al día siguiente una manifestación con el uso de gases lacrimógenos y la declaración del estado de emergencia. 
La universidad continuó creciendo y en los años 1980 creció mucho el interés por los estudios de Medicina, Economía e Ingeniería. 
En ese momento, la universidad era una de las que tenían mayor cantidad de estudiantes hispanos y nativo americanos. Un estudio de 1995 mostró que el número de profesorado Hispano de tiempo completo en la UNM era cuatro veces mayor que la media nacional y el número de profesores nativo americanos era cinco veces mayor.

## Campus
El campus principal está localizado en Albuquerque y está formado por tres partes: central, norte y sur. En el campus central se encuentra el Arboreto de la Universidad de Nuevo México, que contiene más de 320 especies de plantas leñosas.
Ocho edificios universitarios están incluidos en el Registro Nacional de Lugares Históricos, incluyendo Hodgin Hall, el primer edificio de la universidad, y dos estructuras adyacentes, el Anexo de Arte y Sara Reynolds Hall. 
En el campus central hay cuatro museos: el Museo de Maxwell de Antropología en el edificio de antropología, el museo de Geología y Meteoritos en Northrop Hall, el Museo de Biología del Suroeste en el edificio CERIA, y el Museo de Arte Universitario en el Centro para las Artes.

## Estudios
La universidad ofrece más de 215 grados y títulos, incluyendo 71 máster y 37 grados de doctorado en 12 facultades y escuelas: 
| - Anderson School of Management - Facultad de Ciencias y Artes - Facultad de Educación - Facultad de Arte - Facultad de Enfermería - Facultad de Farmacia |  | - Escuela de Arquitectura - Escuela de Ingeniería - Escuela de Derecho - Escuela de Medicina - Escuela de Administración pública - Colegio universitario |